# Festa nazionale della Bosnia ed Erzegovina
La festa nazionale della  Bosnia ed Erzegovina (in bosniaco Dan državnosti Bosne i Hercegovine),  si celebra il 25 novembre e commemora la prima sessione dello ZAVNOBiH nel 1943 in cui vennero enunciati i principi di piena uguaglianza per tutti e l'uguaglianza della Repubblica stessa all'interno della federazione jugoslava.
Figura di spicco della lotta di liberazione antifascista fu quella del primo presidente della Repubblica della Bosnia Erzegovina Vojislav Kecmanović, presidente dello ZAVNOBiH.
Con questa risoluzione venne adottato un futuro per la Repubblica bosniaca e che il loro paese non è né serbo né croato né musulmano, ma serba e musulmana e croata con la piena uguaglianza delle tre Comunità. 
È stato così stabilito che il 25 novembre sia la festa nazionale della Bosnia ed  Erzegovina o festa della Repubblica Bosniaca.
È da ricordare, nel contesto, l'altra ricorrenza nazionale principale, che è quella del 1º marzo con la celebrazione del Giorno dell'Indipendenza (in bosniaco Dan nezavisnosti Bosne i Hercegovine), data che ricorda il Referendum sull'indipendenza dalla Jugoslavia, nel 1992.